# Miejski Zakład Komunikacji w Koninie
Miejski Zakład Komunikacji w Koninie Sp. z o.o. – przewoźnik świadczący usługi w zakresie pasażerskiego transportu zbiorowego. Zakład Komunikacji Autobusowej powstał w 1977 roku, a jako zakład budżetowy MZK Konin działało od lutego 1991 roku na obszarze miasta Konin oraz gmin ościennych. Od 28 czerwca 2018 MZK Konin została przekształcona w spółkę z ograniczoną odpowiedzialnością.

## Historia komunikacji miejskiej w Koninie

### ZKA Konin
Historia autobusów miejskich w Koninie sięga września 1977 roku, kiedy to powołano Zakład Komunikacji Autobusowej będący częścią Oddziału Dróg i Mostów Wojewódzkiego Przedsiębiorstwa Gospodarki Komunalnej i Mieszkaniowej w Koninie. Początkowo ZKA używało kilku Jelczy 272 MEX i zatrudniało kilkunastu kierowców.

### MPK Konin
Wraz z początkiem roku 1983 ZKA stało się przedsiębiorstwem państwowym, uniezależniło się i zmieniło nazwę na Miejskie Przedsiębiorstwo Komunikacji. Siedzibę przeniesiono na ulicę Spółdzielców 12 w nowej części miasta. Dwa lata później nastąpił powrót na lewobrzeżną część Konina. PGKiM udostępniło przedsiębiorstwu budynki przy ulicy Nadrzecznej 54 oraz powstała nowa zajezdnia przy ulicy Buczka 8 (obecnie Marii Dąbrowskiej 8), której MZK używa do dziś.
Na przełomie lat 80. i 90. XX wieku MPK miało największą flotę autobusów w historii – posiadało ponad 90 pojazdów, z których rocznie korzystało około 20 milionów pasażerów.

### Rozpoczęcie działalności jako MZK Konin
Wraz ze zmianą ustroju zmieniono także formę organizacyjną przedsiębiorstwa obsługującego koniński transport miejski. 1 lutego 1991 roku Miejskie Przedsiębiorstwo Komunikacji przeobraziło się w Miejski Zakład Komunikacji oraz zmieniło status z przedsiębiorstwa państwowego na zakład budżetowy, który istniał do 28 czerwca 2018 roku. Obecnie przedsiębiorstwo jest spółką prawa handlowego
W połowie lat 80. ubiegłego stulecia rozpoczęto plan modernizacji taboru. Część wysłużonych Jelczy PR110 i Autosanów H9-21 zastąpiły fabrycznie nowe, ale przestarzałe technologicznie autobusy Ikarus 260.04 z ówczesnego MZK Warszawa, równolegle z autobusami Jelcz L11 i Jelcz M11. Z kolei w latach 90. zakupiono nowszą wersję autobusów Ikarus 260.73A, równolegle z autobusami Scania CR111M oraz autobusami MAN SL200. W latach 1996–1997 MZK zakupiło 10 znacznie nowocześniejszych Scanii CN113CLL. Autobusy szwedzkiego producenta były pierwszymi pojazdami przystosowanymi do przewozu osób niepełnosprawnych ruchowo. Kolejnym zakupem były autobusy MAN NL222 dostarczone w dwóch turach w latach 1998–1999. Rok później dokupiono także jeden używany autobus MAN SL200. Na początku XXI wieku zakupiono kolejne autobusy – pięć MAN'ów NL223. Od roku 2004 praktycznie co roku w Miejskim Zakładzie Komunikacji pojawiały się kolejne autobusy. Wtedy do Konina trafiły dwa używane autobusy przegubowe MAN SE – NG272 oraz SG242H. W latach 2005–2006 dostarczono cztery nowe MAN'y NL263 Lion’s City oraz pięć używanych przegubowych MAN'ów NG272. W kolejnych dwóch latach MZK wzbogaciło się o nowe 12-metrowe Scanie CN270UB oraz używane autobusy MAN: NL202, NL263 i dwa kolejne NG272. Rok później dokupiono kolejne dwa autobusy Scania CN280UB. W 2010 roku kontynuowano modernizację taboru – zakupiono dwa piętnastometrowe MAN'y NL313-15 sprowadzone z Oslo, a także nowego Solarisa Urbino 18. Rok 2011 przyniósł największy zakup w historii MZK – ze wsparciem Unii Europejskiej nabyto 15 nowoczesnych autobusów Solaris, wśród nich: cztery Urbino 10, osiem Urbino 12 i trzy Urbino 18. Rok 2017 przyniósł zakup 8 nowych autobusów firmy Scania Polska, podtypu Scania Citywide. 10 września 2019 roku podpisano umowę na zakup 6 elektrobusów z firmą Solaris. 1 października 2019 popisano umowę z firmą Solaris Bus&Coach na zakup 6 autobusów hybrydowych, w tym 4 klasy MAXI i 2 MEGA. 31 grudnia 2019 podpisano umowę na ostatni, siódmy elektrobus dla Konina z firmą Solaris.

## Linie autobusowe
Obecnie MZK Konin obsługuje 21 linii dziennych oraz jedną nocną. Poza obrębem miasta Konina, autobusy konińskiej komunikacji można spotkać na ulicach gmin Golina, Kazimierz Biskupi, Krzymów oraz Stare Miasto. W 2019 roku planowana jest zmiana rozkładu jazdy, mająca na celu wprowadzenie cykliczności rozkładów jazdy. Na liniach podstawowych ma wynosić 30 minut, na pozostałych 60 minut. Zmianie ulegną też trasy linii autobusowych nr 51, 52, 53, 54, 57, 61, 62 i 65, natomiast linie 66 i 67 ulegną likwidacji. Od 29 czerwca 2019 roku utrzymano kursowanie linii 64 (planowanej do likwidacji), natomiast od 8 lipca 2019 roku rozpoczęła kursowanie odwieszona linia 63, ze zmienioną trasą, łącząc Osiedle V z północną częścią miasta. 13 stycznia 2020 roku zwiększona zostanie ilość kursujących autobusów do wsi Kozarzewek z 1 do 3 par oraz skrócona zostanie linia 70 do pętli Kazimierska Elektrownia, w związku z wycofaniem się gminy Kleczew z dofinansowania kursów. 18 marca 2020 roku, w związku z wprowadzeniem stanu epidemii linia 64 została zawieszona, natomiast 16 marca 2020 roku całkowicie zlikwidowano linię 70. 18 maja 2020 roku przywrócono rozkład sprzed pandemii COVID-19, natomiast 1 czerwca 2020 uruchomiono nową linię 68.

## Pętle końcowe
Źródło: Opracowanie na podstawie mobiinfo.pl
W chwili obecnej autobusy sieci MZK Konin docierają do 39 przystanków końcowych, z czego 16 położonych jest w granicach miasta.
| Barczygłów                                            | 62                     |
| Łężyn                                                 | 56                     |
| Brzeźno                                               | 58                     |
| Kazimierz Biskupi: Plac Wolności, Żeromskiego, Dębowa | 53                     |
| Dworzec PKP                                           | 53, 57, 58, 67, 71, 73 |
| C.H. Ferio                                            | 61, 62                 |
| Golina                                                | 61                     |
| Gosławice Elektrownia                                 | PG (linia sezonowa)    |
| Grójec                                                | 51, 64                 |
| Grunwaldzka                                           | 56, 58, 61             |
| Janowice                                              | 60                     |
| Janów                                                 | 55, 65                 |
| Elektrownia Pątnów                                    | 65,                    |
| Kozarzewek                                            | 53                     |
| Leszczynowa                                           | 54                     |
| Nadrzeczna                                            | 100                    |
| Niklas                                                | 69                     |
| Nowe Żdżary                                           | 60                     |
| Nowe Brzeźno                                          | 54                     |
| Piłsudskiego                                          | 51, 53, 55, 57, 69     |
| Kleczewska                                            | 53                     |
| Rondo Kamińskiego                                     | 50, 61                 |
| Poznańska                                             | 52, 61, 65, 64,        |
| Rudzica                                               | 51                     |
| Rumin                                                 | 51                     |
| Rumin działki                                         | 51, 68                 |
| Sokółki                                               | 53                     |
| Stare Miasto                                          | 62, 61                 |
| Cmentarz Komunalny                                    | 58, 59, 60, 64, 68     |
| Szarych Szeregów                                      | 54                     |
| Szczepidło                                            | 57                     |
| Topazowa                                              | 56, 61, 62             |
| Władzimirów                                           | 53                     |
| Wał Tarejwy                                           | 60                     |
| Zakładowa                                             | 54, 57, 59             |
| Zagórowska-Esse                                       | 51                     |
| Przystań Gosławice                                    | PG (linia sezonowa)    |
| Żychlin                                               | 60                     |

## Bilety
Źródło: Strona MZK Konin

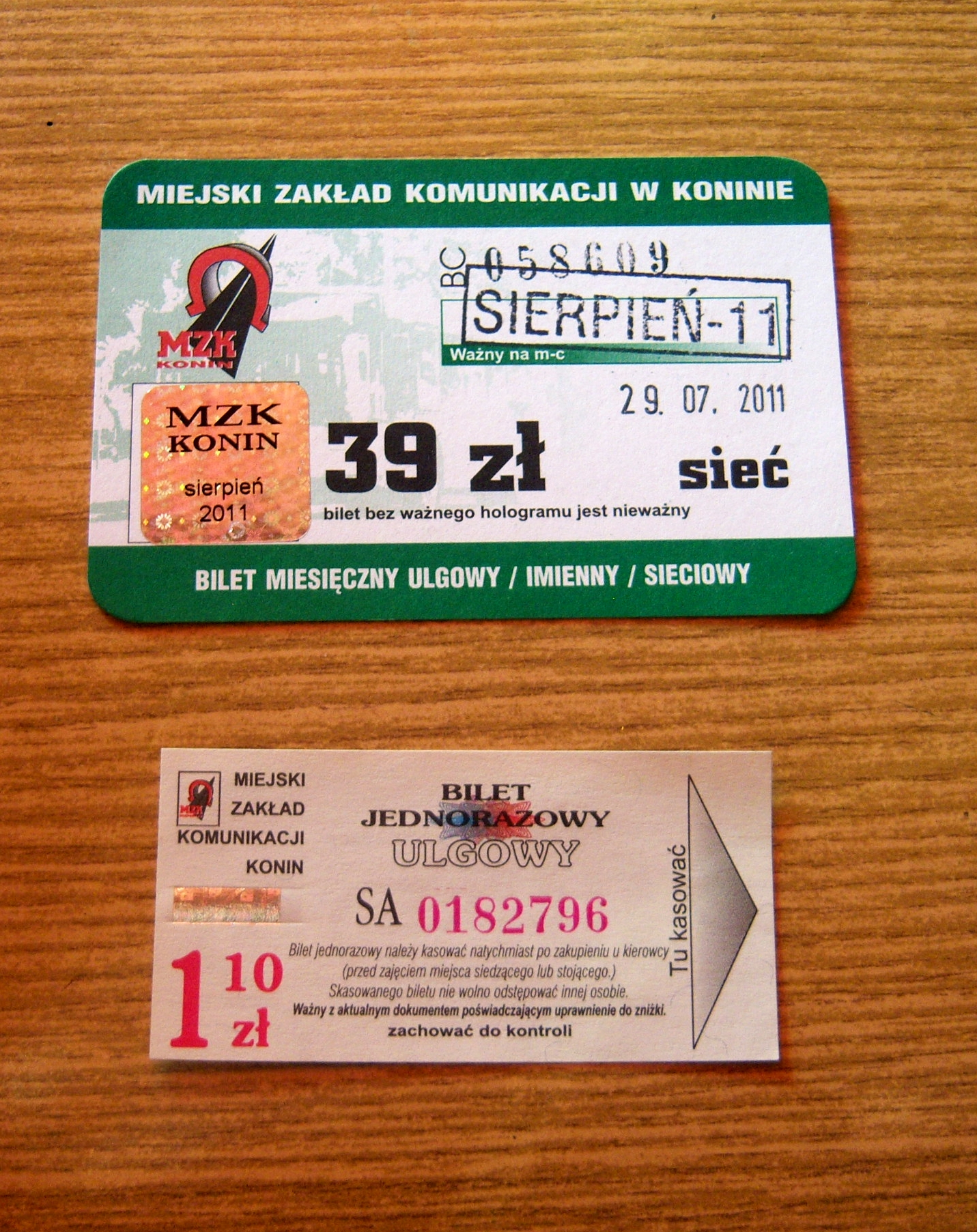
Przykład biletu okresowego (na górze) oraz jednorazowego (na dole)

Miejski Zakład Komunikacji dysponuje 3 punktami sprzedaży biletów okresowych rozmieszczonymi w Koninie:
- Punkt sprzedaży biletów przy ulicy Dworcowej 6
- Kiosk przy ulicy Grunwaldzkiej (w pobliżu dworca autobusowego)

Poza tym, bilety można zakupić w aplikacjach mobilnych oraz w automatach montowanych w autobusach.
MZK Konin z dniem 1 stycznia 2019 zakończyło współpracę z serwisem CallPay, umożliwiającym kupno biletów jednorazowych oraz okresowych przy pomocy telefonu komórkowego.

## Tabor
Obecnie (stan na 01.11.2020)  MZK Konin posiada 62 autobusów oraz wynajmuje 6 pojazdów. Wszystkie przystosowane są do przewozu osób niepełnosprawnych ruchowo.
| Numer taborowy         | Model autobusu                | Rok produkcji          | Rok zakupu             | Rok wycofania          | Klasa autobusu         | przewóz osób na wózkach                                         |
| Autobusy na stanie MZK | Autobusy na stanie MZK        | Autobusy na stanie MZK | Autobusy na stanie MZK | Autobusy na stanie MZK | Autobusy na stanie MZK | Autobusy na stanie MZK                                          |
| ---------------------- | ----------------------------- | ---------------------- | ---------------------- | ---------------------- | ---------------------- | --------------------------------------------------------------- |
| 222                    | Scania CN113CLL               | 1996                   | 1996                   | 2017                   | MAXI                   | przewóz osób na wózkach                                         |
| 223                    | Scania CN113CLL               | 1996                   | 1996                   | 2018                   | MAXI                   | przewóz osób na wózkach                                         |
| 224                    | Scania CN113CLL               | 1996                   | 1996                   | 2020                   | MAXI                   | przewóz osób na wózkach                                         |
| 225                    | Scania CN113CLL               | 1996                   | 1996                   | 2018                   | MAXI                   | przewóz osób na wózkach                                         |
| 226                    | Scania CN113CLL               | 1996                   | 1996                   | 2017                   | MAXI                   | przewóz osób na wózkach                                         |
| 227                    | Scania CN113CLL               | 1997                   | 1997                   | 2020                   | MAXI                   | przewóz osób na wózkach                                         |
| 228                    | Scania CN113CLL               | 1997                   | 1997                   | 2012                   | MAXI                   | przewóz osób na wózkach                                         |
| 229                    | Scania CN113CLL               | 1997                   | 1997                   | 2020                   | MAXI                   | przewóz osób na wózkach                                         |
| 230                    | Scania CN113CLL               | 1997                   | 1997                   | 2021                   | MAXI                   | przewóz osób na wózkach                                         |
| 231                    | Scania CN113CLL               | 1997                   | 1997                   | 2019                   | MAXI                   | przewóz osób na wózkach                                         |
| 235                    | MAN NL 222                    | 1998                   | 1998                   | 2018                   | MAXI                   | przewóz osób na wózkach                                         |
| 236                    | MAN NL 222                    | 1998                   | 1998                   | 2019                   | MAXI                   | przewóz osób na wózkach                                         |
| 238                    | MAN NL 222                    | 1998                   | 1998                   | 2019                   | MAXI                   | przewóz osób na wózkach                                         |
| 239                    | MAN NL 222                    | 1998                   | 1998                   | 2019                   | MAXI                   | przewóz osób na wózkach                                         |
| 240                    | MAN NL 222                    | 1998                   | 1998                   | 2019                   | MAXI                   | przewóz osób na wózkach                                         |
| 241                    | MAN NL 222                    | 1998                   | 1998                   | 2020                   | MAXI                   | przewóz osób na wózkach                                         |
| 242                    | MAN NL 222                    | 1999                   | 1999                   | 2012                   | MAXI                   | przewóz osób na wózkach                                         |
| 243                    | MAN NL 222                    | 1999                   | 1999                   | 2020                   | MAXI                   | przewóz osób na wózkach                                         |
| 244                    | MAN NL 222                    | 1999                   | 1999                   | 2021                   | MAXI                   | przewóz osób na wózkach                                         |
| 245                    | MAN NL 222                    | 1999                   | 1999                   | 2019                   | MAXI                   | przewóz osób na wózkach                                         |
| 246                    | MAN NL 222                    | 1999                   | 1999                   | 2020                   | MAXI                   | przewóz osób na wózkach                                         |
| 248                    | MAN NL 223                    | 2001                   | 2001                   | 2022                   | MAXI                   | przewóz osób na wózkach                                         |
| 249                    | MAN NL 223                    | 2001                   | 2001                   | 2022                   | MAXI                   | przewóz osób na wózkach                                         |
| 250                    | MAN NL 223                    | 2001                   | 2001                   | 2022                   | MAXI                   | przewóz osób na wózkach                                         |
| 251                    | MAN NL 223                    | 2001                   | 2001                   | 2020                   | MAXI                   | przewóz osób na wózkach                                         |
| 252                    | MAN NL 223                    | 2001                   | 2001                   | 2022                   | MAXI                   | przewóz osób na wózkach                                         |
| 261                    | MAN NL283 Lion's City         | 2005                   | 2005                   | -                      | MAXI                   | przewóz osób na wózkach                                         |
| 262                    | MAN NL 283 Lion’s City        | 2005                   | 2005                   | -                      | MAXI                   | przewóz osób na wózkach                                         |
| 263                    | MAN NL 283 Lion’s City        | 2006                   | 2006                   | -                      | MAXI                   | przewóz osób na wózkach                                         |
| 264                    | MAN NL 283 Lion’s City        | 2006                   | 2006                   | -                      | MAXI                   | przewóz osób na wózkach                                         |
| 267                    | MAN NG 272                    | 1994                   | 2006                   | 2017                   | MEGA                   | przewóz osób na wózkach                                         |
| 272                    | Scania CN270UB 4x2 EB         | 2007                   | 2007                   | -                      | MAXI                   | przewóz osób na wózkach                                         |
| 273                    | Scania CN270UB 4x2 EB         | 2007                   | 2007                   | 2025                   | MAXI                   | przewóz osób na wózkach                                         |
| 274                    | Scania CN270UB 4x2 EB         | 2007                   | 2007                   | -                      | MAXI                   | przewóz osób na wózkach                                         |
| 276                    | Scania CN270UB 4x2 EB         | 2008                   | 2008                   | -                      | MAXI                   | przewóz osób na wózkach                                         |
| 277                    | Scania CN270UB 4x2 EB         | 2008                   | 2008                   | -                      | MAXI                   | przewóz osób na wózkach                                         |
| 278                    | MAN NG 272                    | 1994                   | 2008                   | 2013                   | MEGA                   | przewóz osób na wózkach                                         |
| 281                    | MAN NL 263                    | 2001                   | 2008                   | 2019                   | MAXI                   | przewóz osób na wózkach                                         |
| 282                    | Scania CN280UB 4x2 EB         | 2009                   | 2009                   | 2024                   | MAXI                   | przewóz osób na wózkach                                         |
| 283                    | Scania CN280UB 4x2 EB         | 2009                   | 2009                   | 2025                   | MAXI                   | przewóz osób na wózkach                                         |
| 284                    | MAN NL 313-15                 | 2003                   | 2010                   | 2021                   | MEGA                   | przewóz osób na wózkach                                         |
| 285                    | MAN NL 313-15                 | 2003                   | 2010                   | 2021                   | MEGA                   | przewóz osób na wózkach                                         |
| 286                    | Solaris Urbino 18 III         | 2010                   | 2010                   | -                      | MEGA                   | przewóz osób na wózkach                                         |
| 287                    | Solaris Urbino 18 III         | 2011                   | 2011                   | -                      | MEGA                   | przewóz osób na wózkach                                         |
| 288                    | Solaris Urbino 18 III         | 2011                   | 2011                   | -                      | MEGA                   | przewóz osób na wózkach                                         |
| 289                    | Solaris Urbino 18 III         | 2011                   | 2011                   | -                      | MEGA                   | przewóz osób na wózkach                                         |
| 290                    | Solaris Urbino 12 III         | 2011                   | 2011                   | -                      | MAXI                   | przewóz osób na wózkach                                         |
| 291                    | Solaris Urbino 12 III         | 2011                   | 2011                   | -                      | MAXI                   | przewóz osób na wózkach                                         |
| 292                    | Solaris Urbino 12 III         | 2011                   | 2011                   | -                      | MAXI                   | przewóz osób na wózkach                                         |
| 293                    | Solaris Urbino 12 III         | 2011                   | 2011                   | -                      | MAXI                   | przewóz osób na wózkach                                         |
| 294                    | Solaris Urbino 12 III         | 2011                   | 2011                   | -                      | MAXI                   | przewóz osób na wózkach                                         |
| 295                    | Solaris Urbino 12 III         | 2011                   | 2011                   | -                      | MAXI                   | przewóz osób na wózkach                                         |
| 296                    | Solaris Urbino 12 III         | 2011                   | 2011                   | -                      | MAXI                   | przewóz osób na wózkach                                         |
| 297                    | Solaris Urbino 12 III         | 2011                   | 2011                   | -                      | MAXI                   | przewóz osób na wózkach                                         |
| 298                    | Solaris Urbino 10 III         | 2011                   | 2011                   | -                      | MIDI                   | przewóz osób na wózkach                                         |
| 299                    | Solaris Urbino 10 III         | 2011                   | 2011                   | -                      | MIDI                   | przewóz osób na wózkach                                         |
| 300                    | Solaris Urbino 10 III         | 2011                   | 2011                   | -                      | MIDI                   | przewóz osób na wózkach                                         |
| 301                    | Solaris Urbino 10 III         | 2011                   | 2011                   | -                      | MIDI                   | przewóz osób na wózkach                                         |
| 304                    | Scania Citywide 12LF          | 2017                   | 2017                   | -                      | MAXI                   | przewóz osób na wózkach                                         |
| 305                    | Scania Citywide 12LF          | 2017                   | 2017                   | -                      | MAXI                   | przewóz osób na wózkach                                         |
| 306                    | Scania Citywide 12LF          | 2017                   | 2017                   | -                      | MAXI                   | przewóz osób na wózkach                                         |
| 307                    | Scania Citywide 12LF          | 2017                   | 2017                   | -                      | MAXI                   | przewóz osób na wózkach                                         |
| 308                    | Scania Citywide 12LF          | 2017                   | 2017                   | -                      | MAXI                   | przewóz osób na wózkach                                         |
| 309                    | Scania Citywide 12LF          | 2017                   | 2017                   | -                      | MAXI                   | przewóz osób na wózkach                                         |
| 310                    | Scania Citywide 12LF          | 2017                   | 2017                   | -                      | MAXI                   | przewóz osób na wózkach                                         |
| 311                    | Scania Citywide 12LF          | 2017                   | 2017                   | -                      | MAXI                   | przewóz osób na wózkach                                         |
| 312                    | Solaris Urbino 12 IV hybrid   | 2020                   | 2020                   | -                      | MAXI                   | przewóz osób na wózkach                                         |
| 313                    | Solaris Urbino 12 IV hybrid   | 2020                   | 2020                   | -                      | MAXI                   | przewóz osób na wózkach                                         |
| 314                    | Solaris Urbino 12 IV hybrid   | 2020                   | 2020                   | -                      | MAXI                   | przewóz osób na wózkach                                         |
| 315                    | Solaris Urbino 12 IV hybrid   | 2020                   | 2020                   | -                      | MAXI                   | przewóz osób na wózkach                                         |
| 316                    | Solaris Urbino 18 IV hybrid   | 2020                   | 2020                   | -                      | MEGA                   | przewóz osób na wózkach                                         |
| 317                    | Solaris Urbino 18 IV hybrid   | 2020                   | 2020                   | -                      | MEGA                   | przewóz osób na wózkach                                         |
| 318                    | Solaris Urbino 12 IV electric | 2020                   | 2020                   | -                      | MAXI                   | przewóz osób na wózkach                                         |
| 319                    | Solaris Urbino 12 IV electric | 2020                   | 2020                   | -                      | MAXI                   | przewóz osób na wózkach                                         |
| 320                    | Solaris Urbino 12 IV electric | 2020                   | 2020                   | -                      | MAXI                   | przewóz osób na wózkach                                         |
| 321                    | Solaris Urbino 12 IV electric | 2020                   | 2020                   | -                      | MAXI                   | przewóz osób na wózkach                                         |
| 322                    | Solaris Urbino 12 IV electric | 2020                   | 2020                   | -                      | MAXI                   | przewóz osób na wózkach                                         |
| 323                    | Solaris Urbino 12 IV electric | 2020                   | 2020                   | -                      | MAXI                   | przewóz osób na wózkach                                         |
| 324                    | Solaris Urbino 12 IV electric | 2020                   | 2020                   | -                      | MAXI                   | przewóz osób na wózkach · klimatyzacja przestrzeni pasażerskiej |
| 325                    | Solaris Urbino 18 III         | 2005                   | 2020                   | 2025                   | MEGA                   | przewóz osób na wózkach                                         |
| 326                    | MAN NL283 Lion`s City         | 2011                   | 2019                   | -                      | MAXI                   | przewóz osób na wózkach · klimatyzacja przestrzeni pasażerskiej |
| 327                    | MAN NL283 Lion`s City         | 2011                   | 2019                   | -                      | MAXI                   | przewóz osób na wózkach · klimatyzacja przestrzeni pasażerskiej |
| 328                    | MAN NL283 Lion`s City         | 2011                   | 2019                   | -                      | MAXI                   | przewóz osób na wózkach · klimatyzacja przestrzeni pasażerskiej |
| 329                    | MAN NL283 Lion`s City         | 2011                   | 2019                   | -                      | MAXI                   | przewóz osób na wózkach · klimatyzacja przestrzeni pasażerskiej |
| 330                    | MAN NL283 Lion`s City         | 2011                   | 2019                   | -                      | MAXI                   | przewóz osób na wózkach · klimatyzacja przestrzeni pasażerskiej |
| 331                    | MAN NL283 Lion`s City         | 2011                   | 2019                   | -                      | MAXI                   | przewóz osób na wózkach · klimatyzacja przestrzeni pasażerskiej |
| 332                    | ARP E-bus Pilea               | 2019                   | 2021                   | -                      | MIDI                   | przewóz osób na wózkach · klimatyzacja przestrzeni pasażerskiej |
| 333                    | Solaris Urbino 12 IV Hydrogen | 2022                   | 2022                   | -                      | MAXI                   | przewóz osób na wózkach · klimatyzacja przestrzeni pasażerskiej |
| 334                    | Solaris Urbino 18 III         | 2008                   | 2022                   | -                      | MEGA                   | przewóz osób na wózkach                                         |
| 335                    | NesoBus 12                    | 2024                   | 2024                   | -                      | MAXI                   | przewóz osób na wózkach · klimatyzacja przestrzeni pasażerskiej |
| 336                    | NesoBus 12                    | 2024                   | 2024                   | -                      | MAXI                   | przewóz osób na wózkach · klimatyzacja przestrzeni pasażerskiej |
| 337                    | NesoBus 12                    | 2024                   | 2024                   | -                      | MAXI                   | przewóz osób na wózkach · klimatyzacja przestrzeni pasażerskiej |
| 338                    | NesoBus 12                    | 2025                   | 2025                   | -                      | MAXI                   | przewóz osób na wózkach · klimatyzacja przestrzeni pasażerskiej |
| 339                    | NesoBus 12                    | 2025                   | 2025                   | -                      | MAXI                   | przewóz osób na wózkach · klimatyzacja przestrzeni pasażerskiej |